# Cilleruelo de Abajo
Cilleruelo de Abajo è un comune spagnolo di 237 abitanti situato nella comunità autonoma di Castiglia e León.